# Port lotniczy Puerto Princesa
Port lotniczy Puerto Princesa (IATA: PPS, ICAO: RPVP) – międzynarodowy port lotniczy położony w Puerto Princesa, na Filipinach.

## Linie lotnicze i połączenia
| Linia Lotnicza        | Kierunek                                      |
| --------------------- | --------------------------------------------- |
| Cebu Pacific          | 1. Cebu 2. Clark 3. Davao 4. Iloilo 5. Manila |
| PAL Express           | 1. Cebu 2. Manila                             |
| Philippine Airlines   | 1. Cebu                                       |
| Philippines AirAsia   | 1. Manila                                     |
| Royal Air Philippines | Sezonowo: 1. Tajpej-Taoyuan                   |